# Aberdyfi
Aberdyfi (walisisch: ‚Mündung des Flusses Dyfi‘) ist eine Community im County Gwynedd in Wales. Verbreitet ist die anglisierte Namensform Aberdovey.

## Ortslage und Ortsbild

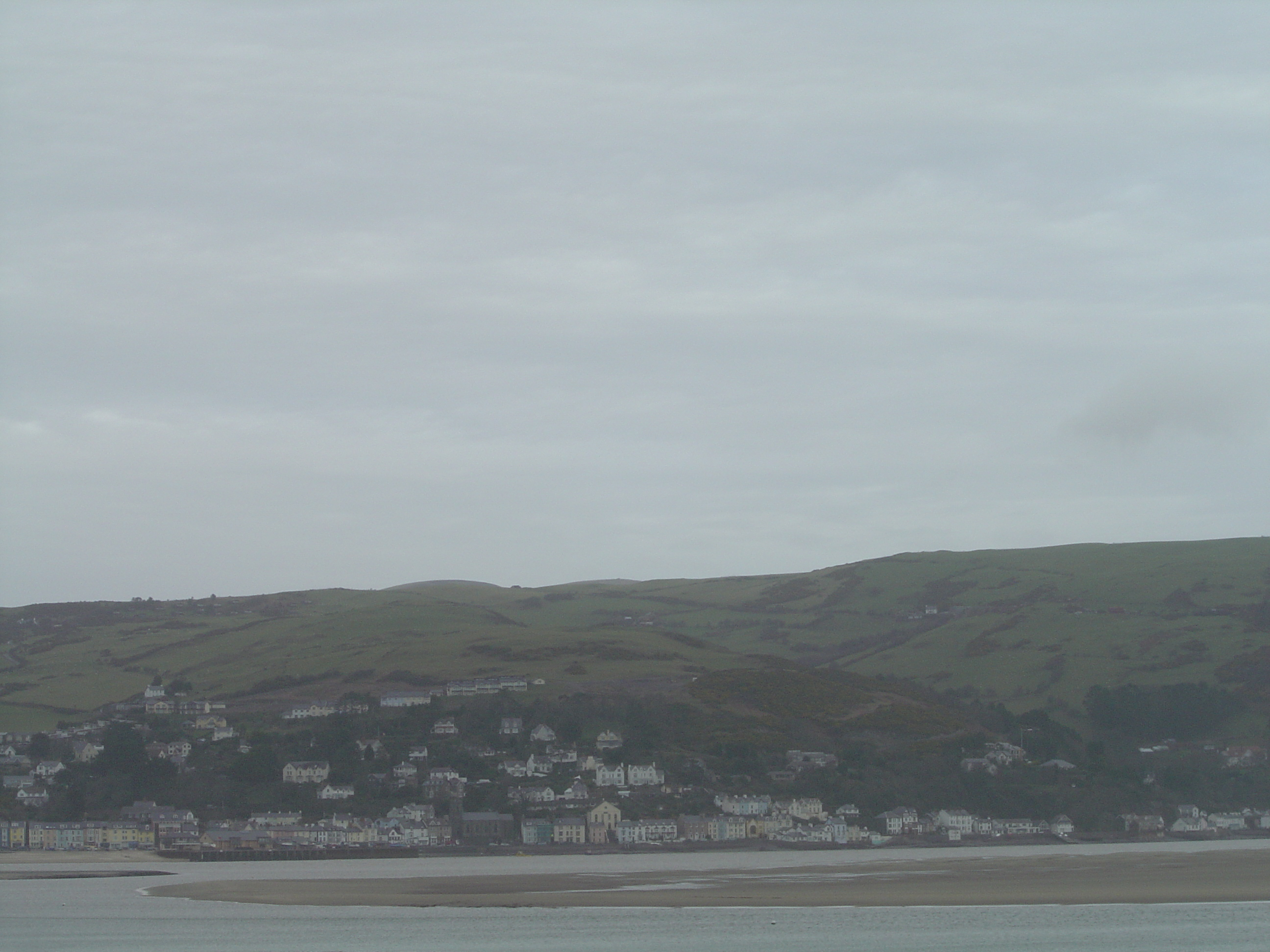
Aberdyfi: Ortsansicht

Das Dorf liegt im mittleren Küstenabschnitt der Cardigan Bay sowie am südlichen Rand des Snowdonia-Nationalparks.
Gegenwärtig ist der Tourismus Hauptwirtschaftszweig in der Gemeinde, einen erheblichen Teil der Wohnbebauung machen Ferienhäuser aus.

## Sprache
Laut den Ergebnissen der Volkszählung im Jahr 2001 hatten mehr als 47 % der ständigen Einwohner über drei Jahren Kenntnisse der walisischen Sprache.

## Geschichte
Der Name ist erstmals in einer Nachricht zum Bau des Aberdyfi Castle im Jahre 1156 belegt. Der heute noch bestehende Erdhügel (Motte), auf dem die frühere Burg erbaut war, befindet sich jedoch nicht auf dem Gebiet der heutigen Gemeinde, sondern auf der gegenüberliegenden Seite der Mündung des Dyfi im benachbarten County Ceredigion. 1216 vereinbarten mehrere walisische Fürsten vermutlich in der Burg das Abkommen von Aberdyfi.
Spätestens seit der Mitte des 16. Jahrhunderts befand sich im heutigen Dorf Aberdyfi ein kleiner Fischereihafen mit zunächst wenigen Wohngebäuden. Später erlangte der Hafen Bedeutung durch die Verschiffung von in der Region abgebautem Bleierz und insbesondere in der Mitte des 19. Jahrhunderts durch die Verschiffung von Schiefer (siehe Schieferindustrie in Wales).
Von der Viktorianischen Ära an bis zur Gegenwart war und ist Aberdyfi als Seebad und Altersruhesitz beliebt. Zu den prominentesten Einwohnern, die im fortgeschrittenen Alter ihren Wohnsitz in Aberdyfi nahmen, gehörte das Schriftstellerehepaar Oliver Onions und Berta Ruck.
1941 gründete der deutsche Emigrant Kurt Hahn zusammen mit britischen Pädagogen und dem deutschen Emigranten Bernhard Zimmermann in Aberdyfi die erste Kurzschule der Organisation Outward Bound.